# Косівська (річка)

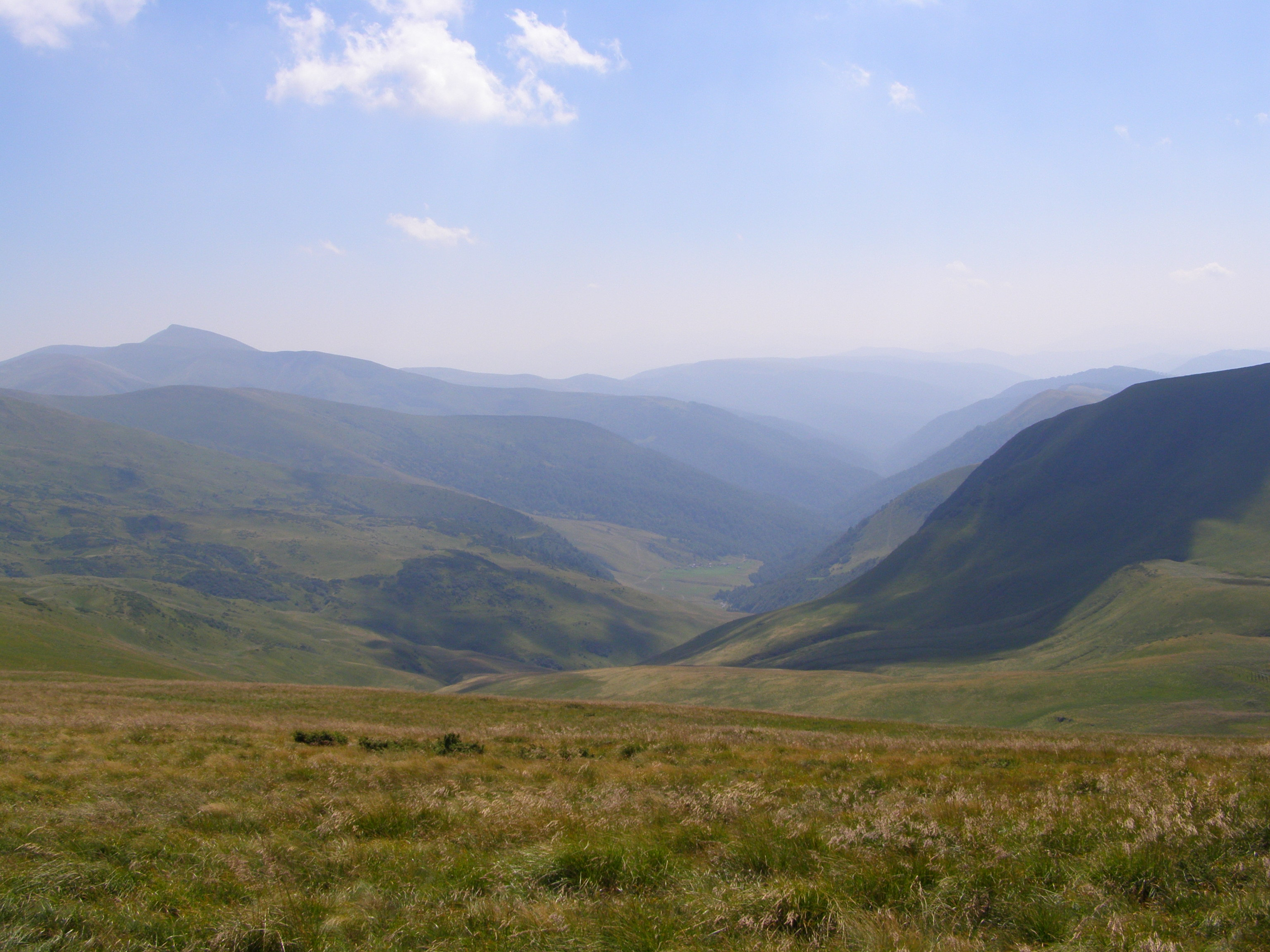
Долина Косівської у верхній течії. Зліва вдалині — гора Близниця

Ко́сівська (інша назва — Кісва) — річка в Українських Карпатах, у межах Рахівського району Закарпатської області. Права притока Тиси (басейн Дунаю).

## Опис
Довжина 41 км, площа басейну 157 км². Похил річки 30 м/км. Долина V-подібна, подекуди має вигляд ущелини; завширшки від 4 до 320 м. Річище слабозвивисте, розгалужене, порожисте, є острови. Ширина річки — до 30 м.

## Розташування
Косівська бере початок в озері Догяска, розташованому на південному схилі головного хребта Свидовецького масиву, біля підніжжя гори Догяски. У верхній течії проходить територією Свидовецького заповідного масиву (частина Карпатського біосферного заповідника). Тече на південь і (місцями) південний захід. Впадає до Тиси в селі Луг.
Над річкою розташовані села: Косівська Поляна, Росішка і Луг.
У верхів'ях річки розташований іхтіологічний заказник «Кісва».